# (3599) Basov
(3599) Basov est un astéroïde de la ceinture principale.

## Description
(3599) Basov est un astéroïde de la ceinture principale. Il fut découvert le 8 août 1978 à Naoutchnyï par Nikolaï Tchernykh. Il fut nommé en honneur de Nikolaï Bassov. Il présente une orbite caractérisée par un demi-grand axe de 3,17 UA, une excentricité de 0,12 et une inclinaison de 1,6° par rapport à l'écliptique.

## Compléments